# Joseph Mahn Erie
Joseph Mahn Erie (* 18. März 1925 in Kanazogon; † 25. Oktober 2017) war ein myanmarischer Geistlicher und römisch-katholischer Bischof von Bassein. 

## Leben
Joseph Mahn Erie empfing am 21. Dezember 1951 die Priesterweihe für das Bistum Bassein.
Papst Paul VI. ernannte ihn am 16. Februar 1968 zum Bischof von Bassein. Der Apostolische Pro-Nuntius in Indien, Erzbischof Giuseppe Caprio, spendete ihm am 12. Juni desselben Jahres die Bischofsweihe; Mitkonsekratoren waren Aloysius Moses U Ba Khim, Erzbischof von Mandalay, und Gabriel Thohey Mahn-Gaby, Koadjutorerzbischof von Rangoon. 
Am 3. Juni 1982 nahm Papst Johannes Paul II. seinen vorzeitigen Rücktritt an.